# Kachaghakaberd
El Kachaghakaberd (en armenio: Կաչաղակաբերդ; en azerí: Qaxaç qalası) es una fortaleza en la cima de una montaña en la provincia Martakert de la no reconocida República de Nagorno-Karabaj que Azerbaiyán reclama como propia, y que la incluyen en el Rayón tártaro.
La fortaleza era una fortificación importante de la época medieval armenia del Principado de Khachen que prosperó en la Alta Edad Media, y se encuentra a una altitud de más de 1700 metros, rodeada de acantilados de piedra caliza verticales con alturas que van de 50 a 60 metros, teniendo una entrada difícil de alcanzar desde el lado sur de la fortaleza. Durante su historia nadie pudo asaltar la fortaleza. Parte de los muros defensivos permanecen de pie.
El territorio de la fortaleza ocupa una gran área, aunque parece pequeña. Muchas de las habitaciones, son pasadizos secretos que se establecieron en los acantilados, y hay "lagunas" especiales diseñadas lanzar piedras a los enemigos se encuentran dentro de su territorio, el problema de abastecimiento de agua se resolvió mediante un método único: Dos depósitos excavados en la roca sirven para almacenar la lluvia que está en el centro de la fortaleza. El agua dulce fue traída de un manantial al pie de la montaña. 